# Pedilia sirena
Pedilia sirena es una especie de insecto coleóptero de la familia Chrysomelidae. Fue descrita en 2003 por Duckett.